# 平度崇德宫
36°47′11.4″N 119°57′7.5″E / 36.786500°N 119.952083°E
崇德宫，原名德真观，又称后宫庙，俗称老子庙、老君庙，位于中华人民共和国山东省青岛市平度市李园街道，始建年代不详，现存大殿一座，重建于清末民初，现为平度市博物馆馆址，为山东省文物保护单位。

## 历史
平度崇德宫始建年代有汉、金、元等多种说法。清康熙《平度州志》记载崇德宫始建于元元贞二年（1296年）。而有资料据道光《重修平度州志》记载金代全真道士马丹阳曾在德真观（崇德宫）修炼之事，及平度县博物馆1986年整修崇德宫时院内出土残碑“马丹阳爱其幽静，养真此中”之语，认为崇德宫金代已是有名道观。也有资料据院内出土残碑“相传未有此城先有此宫”之语推断崇德宫始建于汉末。清咸丰八年《重修崇德宫碑记》则称“其创建不知何代”。
崇德宫曾先后于康熙八年（1669年）、咸丰八年（1858年）、1921年分别由平度知州李世昌、宁阳县道士宁贤贵、当地士绅官起墉等募资重修。至解放以前，崇德宫仅存大殿一座，殿内老子像等也已不存。
1960至1970年代间，崇德宫大殿经改造改为平度县委会议室，大殿屋面经历修缮，将庙内地面硬化，并新建四周墙体。1985年11月，平度县博物馆（今平度市博物馆）迁至此处，将崇德宫大殿改为文物陈列展室。1990年，青岛市人民政府投资对崇德宫进行维修，屋顶东、西、南三面更换琉璃瓦，斗拱、椽子等木构件全部重新彩绘。1997年，青岛市文物局投资对屋顶进行维护，更换东、西、南三面瓦件。1999年12月30日，崇德宫列入第六批青岛市文物保护单位。2012年，国家文物局拨付资金65万元对崇德宫再次维修，更换东、西、南三面瓦件，并重新彩绘。2022年1月14日，崇德宫列入第六批山东省文物保护单位。

## 建筑
崇德宫原为一处规模较大的寺庙建筑群，现存大殿为清末民初重建，占地面积2078平方米，建筑面积201平方米，面阔五间17.2米，进深四间13.5米，高13.4米，单檐歇山顶。屋面原为绿琉璃瓦，1980年代以来修缮后东、西、南三面改为黄琉璃瓦。殿门原有楹联“系衍大唐三百载，经传道德五千言”与“仙人旧馆”匾额。大殿结构为抬梁式木构，采用传统大式做法，檐下施斗拱。殿内脊檩上有“大清咸丰八年二月奉直大夫知平度州事李岱霖率绅耆庶民暨宁阳县宁贤贵等重修”与“中华民国十年岁次辛酉夏历十一月二十日邑人重修告庆”两处题记。
崇德宫即现平度市博物馆院内有“汉唐母子银杏”古树一株，始生于汉代，树龄约2000年，唐代生出一子株，两株相依而生，为平度市域内树龄最高的古树。树侧有咸丰八年重修老君庙碑记一通，院内另藏有汉画像石及历代碑刻墓志铭等数十方。院内东侧有重檐建筑名为“集粹亭”，为1986年由彭寿莘故居迁建至此。